# Морозов, Владимир Александрович (экономист)
Владимир Александрович Морозов (род. 30 октября 1955, Москва) — российский ученый, доктор экономических наук, профессор экономического факультета МГУ. Автор концепции совместимости общества, общей модели человека (на основе человеческих потребностей и общественных ценностей), термина экономика взаимодействия и её видение в структуре видов экономики, а также определения духовная экономика общества, включая её принципы, критерии и оценку (измерение). Основатель научного направления «совместимость социально-экономических систем» и методологии совместимости парадигм общества.

## Биография
В 1977 г. окончил дневное отделение Государственного университета транспорта (МИИТ). В 1983 г. — вечернее отделение Государственный университет управления (МИУ). В 1992 гг. окончил целевую очную аспирантуру РАНХиГС при Президенте РФ (АНХ СССР), в 2004 г. — заочную докторантуру экономического факультета МГУ.

### Опыт практической работы
- макроуровень планирование развития строительного комплекса в Госуда́рственном пла́новом комите́те Совета Министров СССР (Госплан СССР) (строительная индустрия и промышленность строительных материалов) (1984—1989 гг.);
- мезоуровень отраслевое управление транспортными ремонтно-строительными заводами и предприятиями Министерства путей сообщения, (1980—1984 гг.);
- микроуровень Завод «Красный путь», ПКБ МПС СССР (1977—1980 гг.) Бизнес и предпринимательство в строительной и обрабатывающих отраслях промышленности РФ (1992—2016 гг.).

### Опыт научной и педагогической работы
- 1990—1991 гг. РАНХиГС при Президенте РФ (АНХ СССР). Целевой аспирант Госплана СССР: проведение исследований перехода строительных организаций, предприятий промышленности строительных материалов и стройиндустрии на рыночные отношения; проведение занятий по данной тематике со слушателями АНХ при Совете Министров СССР.
- 2001—2007 гг. Государственный социально-гуманитарный университет (КГПИ), доцент, профессор экономического факультета, кафедра «Управление и маркетинг»,
- 2008—2011 гг. Московский государственный строительный университет (ГАКХиС), профессор факультета «Городское, дорожное строительство и хозяйство»;
- с 2012 г. старший научный сотрудник лаборатории кафедры экономики социальной сферы экономического факультета МГУ им. М. В. Ломоносова.
- с 2017 г. — профессор кафедры философии и методологии экономики экономического факультета МГУ им. М. В. Ломоносова.

### Монографии
- Модели человека в обществе и парадигма совместимости. Теория совместимости. Том 4. - М.: «Дашков и К», 2023. ISBN 978-5-394-05472-3, 342 с.
- Духовная экономика и совместимость общества. Теория совместимости. Том 3.- М.: «Дашков и К», 2021.ISBN 978-5-394-04571-4, 576 с.
- Проблемы совместимости (взаимодействия) социально-политической и организационно-экономической среды государства. ЦРНС «СИБПРИНТ» Новосибирск, 2018. ISBN 978-5-00-135031-6, 415 с.
- Общество и экономика взаимодействия. Основы теории совместимости. Том 2. — М.: Креативная экономика, 2016. ISBN 978-5-91292-147-6, 296 с.
- Interaction: an Interdisciplinary Perspective. Foundations of a Theory of Compatibility continued: Exploring Compatibility, QUICKSTONE PUBLISHING, Published in England, 2017 ISBN 978-0-9927357-1-5, 267 с.)
- Современные вопросы экономической политики и государственного управления. ЦРНС «СИБПРИНТ», Новосибирск,2016. ISBN 978-5-00-068745-1, 338 с.
- Совместимость социально-экономических систем. Основы теории совместимости. Том 1. — М.: «Экономика» Москва, 2013. ISBN 978-5-282-03283-3, 334 с. (Exploring Compatibility, QUICKSTONE PUBLISHING UK England, 2014. ISBN 978-0-9927357-0-8, 292 с.)
- Экоуправление развития: территории, сектора экономики, человек. — М.: Креативная экономика, 2008, ISBN 978-5-91292-051-0, 192 с.
- Маркетинг услуг (в сфере недвижимости). — М.: Изд-во МГУ, 2007, ISBN 5-7598-0326-3, 426 с.
- Управление маркетингом. — М.: Изд-во МГУ, 2006, ISBN 5-85941-136-7, 346 с.

### Учебные пособия
- Совместимость социально-экономических систем: методологические основания. — М.: ТЕИС,2018. ISBN 978-5-7218-1424-2, 552 с.
- Правовая среда современного бизнеса. — М.; ТЕИС Москва, 2019. ISBN 978-5-7218-1450-1, 576 с.
- Духовная экономика общества. — М.: «Дашков и К», 2021.ISBN 978-5-394-04556-1, 652 с.
- Экономика взаимодействия. — М.: «Дашков и К», 2023. ISBN 978-5-394-05493-8, 273 с.
- Духовная экономика. — М.: «Дашков и К», 2022. ISBN 978-5-394-04800-5, 458 с.

## Профессиональные интересы
Научно — изыскательские работы направлены на изучение и раскрытие совместимости развития человека, организации и общества в экономической теории и не только. Развернутый состав междисциплинарных исследовательских разработок включает:
- совместимость концепций развития человека и общества (модели и стратегии развития человека-общества, парадигма совместимости общества).[2][3][4][5]
- совместимость элементов теории управления социально-экономическими системами общества в научных школах.[6][7]
- динамика ценностей мирового хозяйства, эволюция ценностей и потребностей человека, семьи, страт и народов.[8][9]
- экономика взаимодействия — процессор совместимого развития подсистем общества и окружающей среды.[10][11]
- духовность общества и духовная экономика (критерии, подходы и социально-экономическая политика). Инструменты регулирования (управления) и измерение духовной экономики.[12][13][14]

## Преподаёт учебные дисциплины
- Философия (по направлениям магистратуры экономического факультета МГУ);
- История и методология управления.

## Общественные награды
- 2023 — «За заслуги» Российской Академии Естествознания
- 2021 — Золотая медаль В. И. Вернадского Российской Академии Естествознания
- 2019 — Юбилейная медаль «100 лет Государственному университету управления»
- 2009 — Крест «За заслуги» Российской академии естественных наук
- 2008 — «За усердие во благо Отечества III степени» (Национальный Фонд «Во благо Отечества»)
- 2007 — Почетная медаль «За заслуги в деле возрождения науки и экономики России» Международной Академии Наук о Природе и Обществе
- 2006 — Почетная Серебряная медаль В. И. Вернадского Российской академии естественных наук